# Zbór Kościoła Zielonoświątkowego „Emaus” w Zielonej Górze
Zbór Kościoła Zielonoświątkowego „Emaus” w Zielonej Górze – zbór Kościoła Zielonoświątkowego w RP znajdujący się w Zielonej Górze, przy ulicy Długiej 8a. Należy do Okręgu zachodniowielkopolskiego.
Nabożeństwa odbywają się w każdą niedzielę o godzinie 9.00 oraz w każdy czwartek o godzinie 18.00. Spotkania dla młodzieży odbywają się w każdą sobotę o godzinie 17:00. W latach 1970-1982 pastorem zboru był Anatol Matiaszuk. Obecnie pastorem jest Dawid Rokitnicki. Zbór wraz z członkami, sympatykami i dziećmi liczy około 150 osób. Przy Kościele jako punkt katechetyczny funkcjonuje Szkoła Niedzielna.
Kaplica znajduje się przy ul. Długiej, jest współdzielona z baptystami (od poł. lat 50. XX wieku). 